# ペラデニヤ植物園
ペラデニヤ植物園（英語: Peradeniya Botanical Garden）は、スリランカ中部州キャンディに位置する植物園。ペラデニア植物園、ペーラーデニヤ植物園とも。
14世紀にパラークラマ・バーフ1世が王妃のために作った庭園を元に、イギリス占領下の1821年に現在の植物園として開園された。園内には四千種類以上の植物があり、著名人による植樹としてエドワード7世などによるものがある。
1954年、日本の首相として初めてスリランカを訪れた岸信介はペラデニヤ植物園を訪問し、植樹を行なった。

## 画像

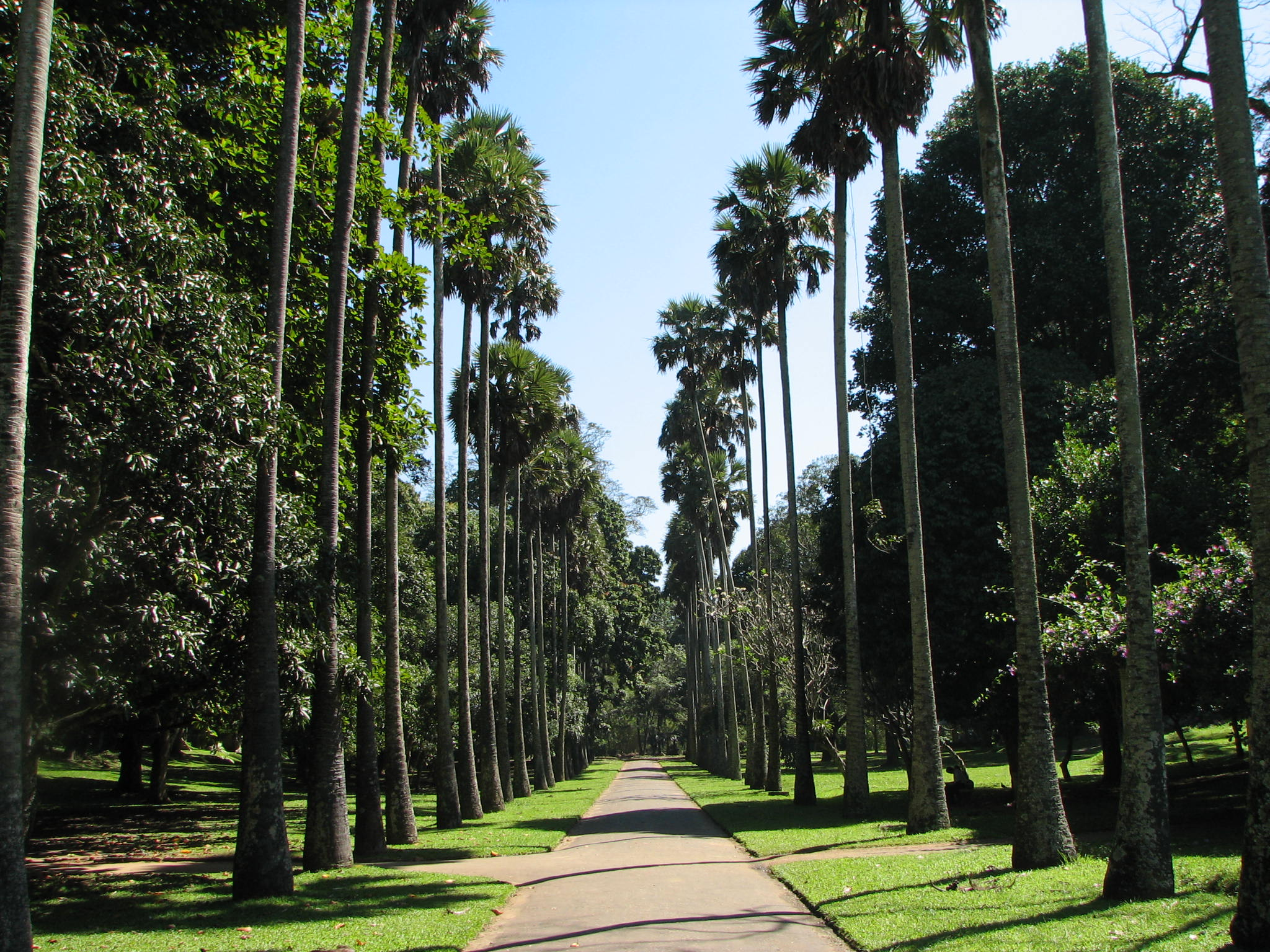
ヤシの並木
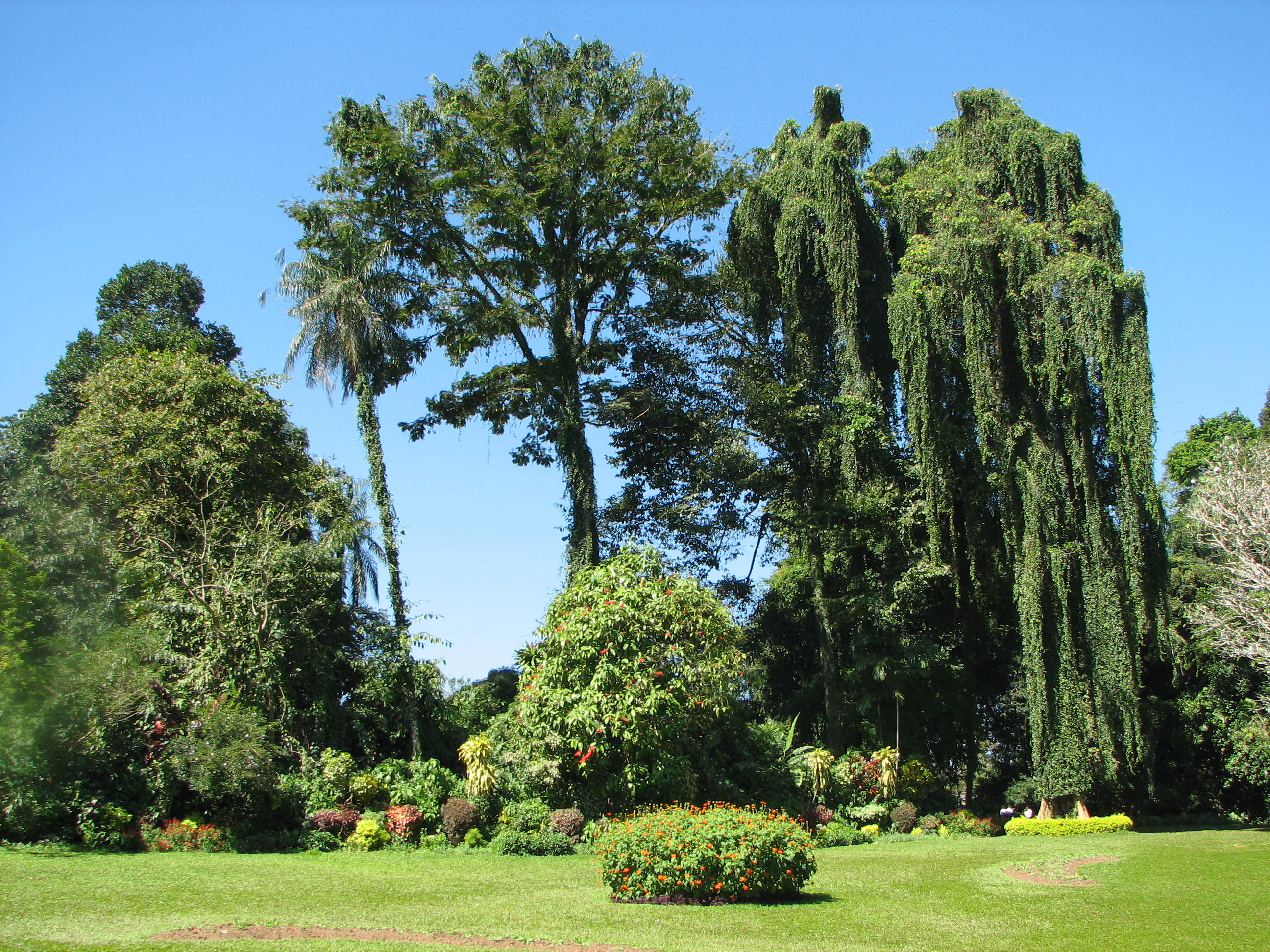
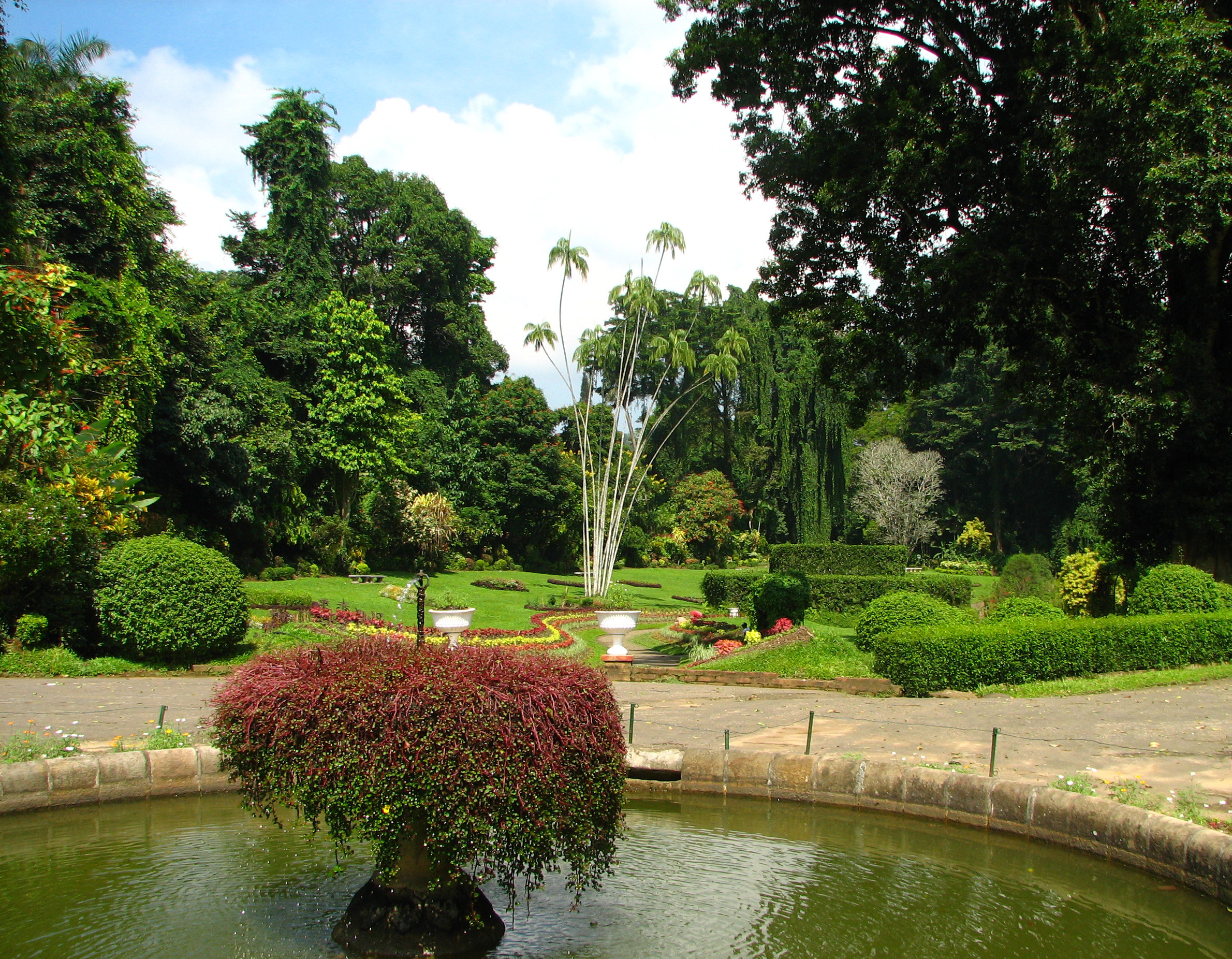
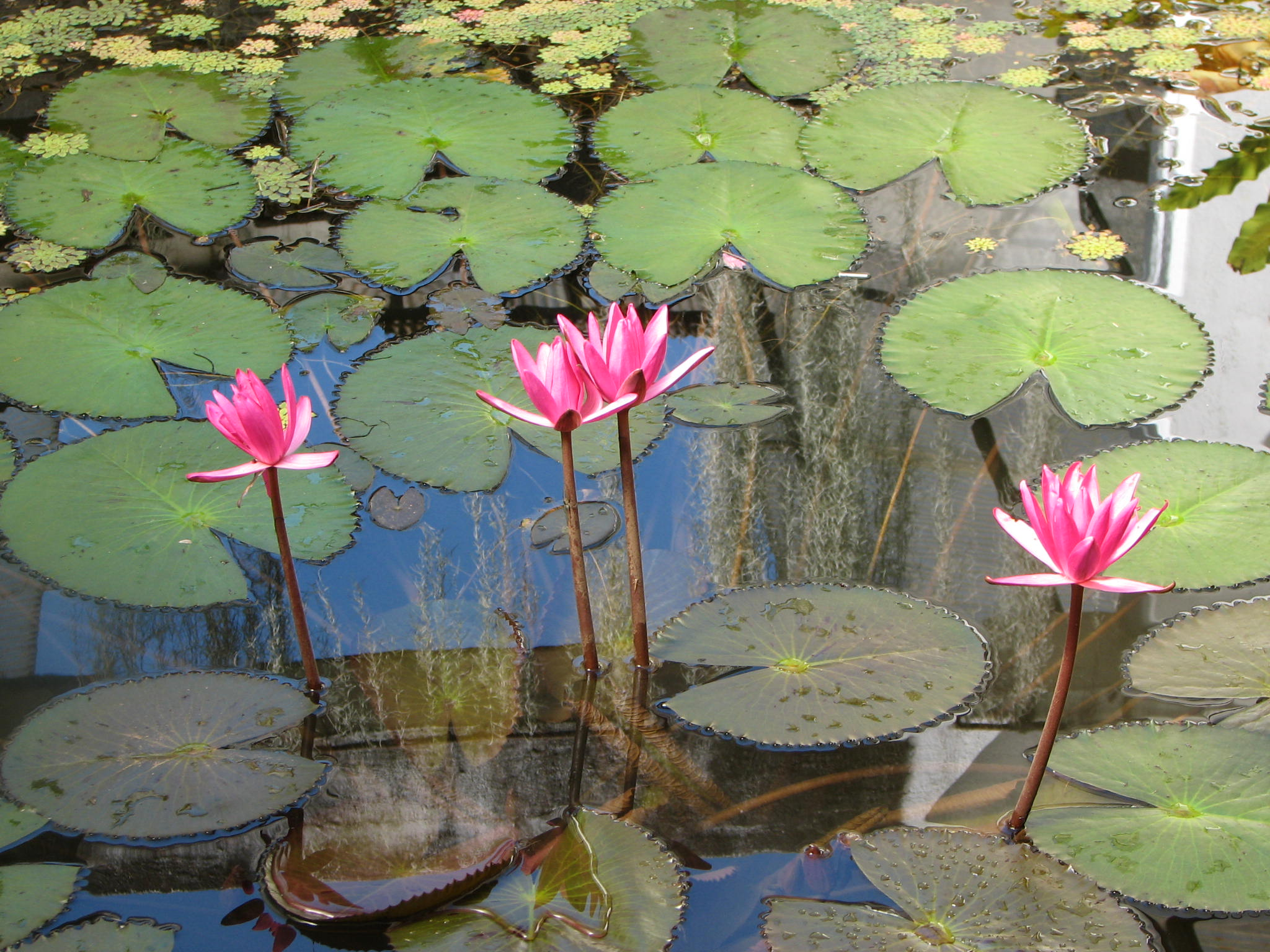
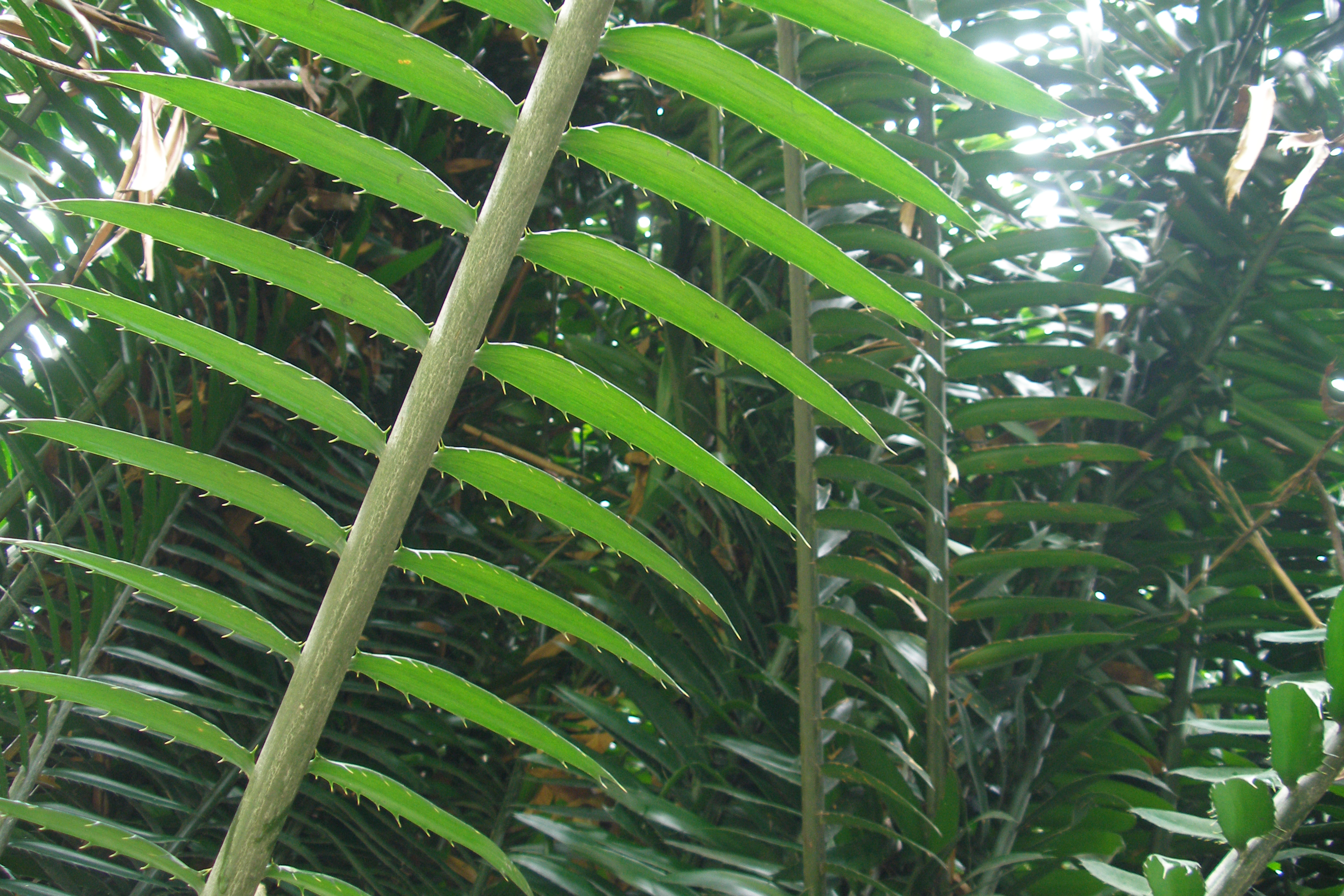
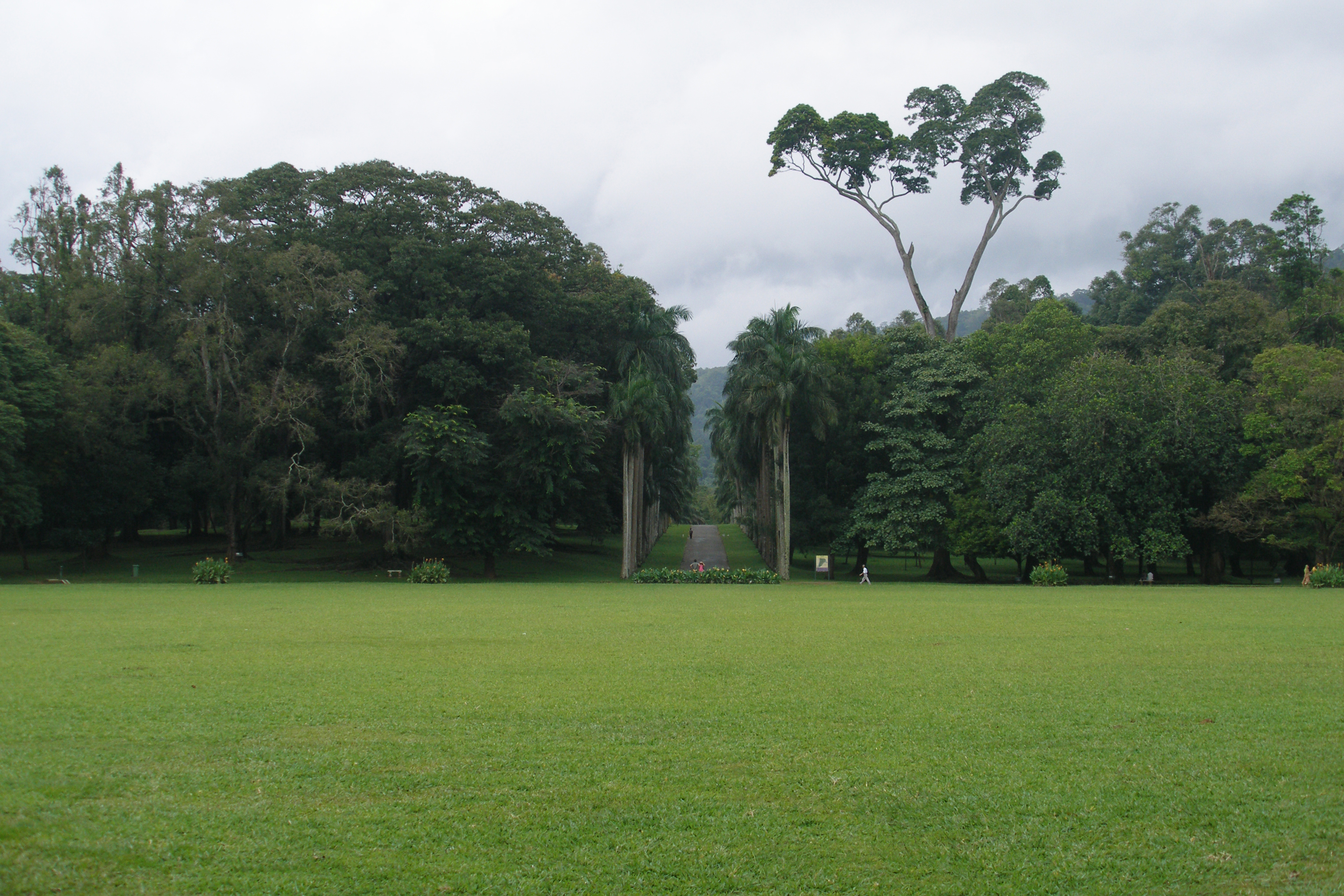